# Sverre Ingolf Haugli
Sverre Ingolf Haugli (23. dubna 1925 Jevnaker – 18. října 1986 Jevnaker) byl norský rychlobruslař.
Prvního Mistrovství Evropy se zúčastnil v roce 1950, kdy také získal svoji jedinou evropskou medaili, bronzovou. O rok později byl jedenáctý, premiérově poté startoval na Mistrovství světa, kde skončil na čtvrtém místě. Na Zimních olympijských hrách 1952 vybojoval bronzovou medaili v závodě na 5000 m, na desetikilometrové trati byl šestý. V následujících sezónách bylo jeho největším úspěchem čtvrtá příčka na Mistrovství Evropy 1954 a páté místo na Mistrovství světa 1954. Zúčastnil se také zimní olympiády 1956, kde ve svém jediném závodě na 10 000 m zajel čtvrtý nejrychlejší čas. V letech 1957 a 1959 startoval na evropských šampionátech, v obou případech však skončil ve třetí desítce. Po sezóně 1958/1959 ukončil sportovní kariéru.
Jeho vnuci Sverre Haugli a Maren Haugliová jsou rovněž rychlobruslaři.